# إستين روجر
إستين روجر (بالفرنسية: Estienne Roger)‏ هو ناشر موسيقى ‏ فرنسي وهولندي، ولد في 1665 في كاين في فرنسا، وتوفي في 7 يوليو 1722 في أمستردام في هولندا.

## وصلات خارجية
- إستين روجر على موقع ميوزك برينز (الإنجليزية)